# عين عرمة
عين عرمة هي قرية مغربية صغيرة، تنتمي لإقليم مكناس وسط شمال البلاد. تضم عين عرمة 3.716 ساكنا (حسب إحصاء 2004).